# Łąkorek
Łąkorek (Duits: Lonkorrek) is een dorp in het Poolse woiwodschap Ermland-Mazurië, gelegen in de powiat Nowo Miasto.  In 2011 woonden er 144 mensen.

## Sport en recreatie
- Door deze plaats loopt de Europese wandelroute E11. De E11 loopt van Den Haag naar het oosten, op dit moment de grens Polen/Litouwen. Ter plaatse komt de route van het noordwesten van Ostrowite. De route vervolgt naar het oosten via het Łąkormeer naar Skarlin.